# Акдалинський сільський округ (Балхаський район)
Акдали́нський сільський округ (каз. Ақдала ауылдық округі, рос. Акдалинский сельский округ) — адміністративна одиниця у складі Балхаського району Алматинської області Казахстану. Адміністративний центр та єдиний населений пункт — село Акдала.
Населення — 1911 осіб (2021; 1761 у 2009, 1782 у 1999, 1744 у 1989).
Станом на 1989 рік існувала Акдалинська сільська рада (села Акдала, Ушжарма). До 1999 року село Ушжарма було передане до складу Баканаської сільської ради.

## Склад
До складу округу входять такі населені пункти:
| Населений пункт | Стара назва | Населення, осіб (1989) | Населення, осіб (1999) | Населення, осіб (2009) | Населення, осіб (2021) |
| --------------- | ----------- | ---------------------- | ---------------------- | ---------------------- | ---------------------- |
| Акдала, село    | -           | 1744                   | 1782                   | 1761                   | 1886                   |
| --Аеропорт      | -           | -                      | -                      | -                      | 6                      |
| --Аліяр         | -           | -                      | -                      | -                      | 9                      |
| --Єрлан         | -           | -                      | -                      | -                      | 6                      |
| --Розсвіт       | -           | -                      | -                      | -                      | 4                      |